# Sallis
Sallis – miasto w Stanach Zjednoczonych, w stanie Missisipi, w hrabstwie Attala.